# Myiocnema
Myiocnema is een geslacht van vliesvleugeligen uit de familie Aphelinidae. De wetenschappelijke naam van dit geslacht is voor het eerst geldig gepubliceerd in 1900 door Ashmead.

## Soorten
Het geslacht Myiocnema is monotypisch en omvat slechts de volgende soort:
- Myiocnema comperei Ashmead, 1900